# Ruská Kučava
Ruská Kučava, dříve česky Kučova, (ukrajinsky Руська Кучава, maďarsky Oroszkucsova) je vesnice na Ukrajině, v Zakarpatské oblasti, v okrese Mukačevo, ve vesnické komunitě Velyki Lučky, v obci Kaľnyk. V roce 2024 zde žilo 89 obyvatel.
V období mezi světovými válkami byla ves (pod názvem „Kučova“) součástí první československé republiky.